# فلیکس واینبرگ
 فلیکس واینبرگ (انگلیسی: Felix Weinberg؛ زاده ۲ آوریل ۱۹۲۸  درگذشته ۵ دسامبر ۲۰۱۲) یک دانشمند اهل بریتانیا بود.
وی همچنین برنده جوایزی همچون نشان رامفورد شده است.